# Simon Raymonde
Simon Raymonde est un musicien et producteur anglais né le 3 avril 1962 à Londres (Angleterre). Il est surtout connu pour avoir été bassiste du groupe Cocteau Twins entre 1983 et 1997 auprès d'Elizabeth Fraser (chant) et Robin Guthrie (guitare). Il est également le dirigeant du label Bella Union, label prolifique qui a aussi publié les derniers albums auxquels il a contribué au sein des groupes Snowbird et Lost Horizons.

## Discographie

### Cocteau Twins
- Treasure (1984)
- The Moon and the Melodies (1986)
- Blue Bell Knoll (1988)
- Heaven Or Las Vegas (1990)
- Four-Calendar Café (1993)
- Milk And Kisses (1996)

### Solo
- Blame Someone Else (1997)

### Snowbird (Stephanie Dosen et Simon Raymonde)
- Moon (2013)

### Lost Horizons (Simon Raymonde et Richie Thomas)
- Ojalá (2017)